# Ньемо
Ньемо (тиб. སྙེ་མོ་རྫོང་, Вайли: snye mo rdzong; кит. упр. 尼木县, пиньинь Nímù xiàn, палл. Ниму сянь) — уезд городского округа Лхаса Тибетского автономного района КНР.

## История
Уезд был создан в 1960 году путём объединения двух тибетских дзонгов.
В 2014 году открылась Железная дорога Лхаса - Шигадзе со станциями Ньемо и Карру на территории уезда.

## Административное деление
Уезд делится на 1 посёлок и 7 волостей:
- Посёлок Тарронг (塔荣镇)
- Волость Тойнба (吞巴乡)
- Волость Шумай (续迈乡)
- Волость Пусум (普松乡)
- Волость Паггор (帕故乡)
- Волость Маргьанг (麻江乡)
- Волость Карру (克如乡)
- Волость Ньемо (尼木乡)